# RUD 1 (Rudi)
RUD 1 a Rudapithecus hungaricus típuspéldánya, beceneve Rudi, a Rudabányán elsőként előkerült beazonosított ősi főemlősfaj alsó állkapocstöredéke négy ép zápfoggal. A csontdarabot Hernyák Gábor, a bánya főgeológusa találta 1965-ben, de csak 1967-ben, Tasnádi Kubacska András közvetítésével került Kretzoi Miklóshoz, aki nemcsak igazolta Hernyák azon feltevését, hogy a csont főemlősé, de új fajt és új nemet írt le belőle. A lelet bejelentése 1967 őszén, a budapesti biológiai és embertani szimpóziumon történt, a fajleírást a Symposia Biologica Hungarica 1969-es 9. kötete tartalmazza. A lelet katalógusszáma a később bevezetett rendszer szerint RUD 1.
Rudi az in situ leletek egyike, vagy természetes módon preparálódott ki a befoglaló kőzetből, vagy a bányaművelés során került felszínre. Ezért az erózió a csontváz többi részét teljesen tönkretette, eltüntette. A leletkörnyezet nem ismert, mert Hernyák csak a bányarészt tudta megadni, ahol megtalálta, a gyűjtés nem ásatáson, szervezett módon folyt. Ráadásul a meddőhányóból került elő, megbolygatott, átforgatott kőzetrétegekből. Maga a lelet is rossz állapotú, mivel a földnedvességből kiszáradó felszíni leletet a víz, jég és szél rongálta. Rudi maradványainak más darabja nem került elő, a többi lelet más egyedektől származik.
Azóta is folynak az ásatások, melyek során még több koponyamaradványt (RUD 44, RUD 77 és a Gabi névre keresztelt RUD 200 lelet, valamint az Anapithecus hernyaki több koponyája, a RUD 9 és RUD 83, a Bodvapithecus altipalatus RUD 7 jelű maradványát) találtak. Az összes főemlőslelet több mint 200 darab, koruk 35–8 millió év közötti, ezen belül Rudi és a Rudapithecusok 12–8 millió évesek. Nincs a Földön még egy olyan lelőhely, ahol 27 millió évre kiterjedő főemlőslelőhely lenne. Rudi nem ásatáson került elő, hanem véletlen felfedezés révén, de a fajleírást követően, 1971-től Rudabányán folyamatos az ásatás.
A sok lelet ellenére Rudi besorolása még mindig vitatott. Kretzoi Miklósnak már 1975-ben a Nature folyóiratban meg kellett védenie a Rudapithecus nevet, hivatkozva az 1969-es Magyar Hírlap és Élet és Tudomány újságokban megjelent közleményeire. Rudi a 80-as években Ramapithecus hungaricus, később Dryopithecus brancoi néven szerepelt. A 2000-es évek elején magyar kutatók is ezen a néven említik:„Dryopithecus brancoi (= Rudapithecus hungaricus)” A máshol előkerült újabb és újabb hasonló leletek alapján azonban úgy tűnik, hogy a Rudapithecus leletek bizonyos szempontból eltérőek, ezért az elnevezés kezd ismét érvényt szerezni magának a tudományos szakirodalomban, bár az adatbázisokban még érvénytelen taxonként szerepel.